# 1911 en science
| Années de la science : 1908 - 1909 - 1910 - 1911 - 1912 - 1913 - 1914    |
| Décennies de la science : 1880 - 1890 - 1900 - 1910 - 1920 - 1930 - 1940 |

Cet article présente les faits marquants de l'année 1911 en science.

## Événements
- 11 janvier : fondation de la Société Kaiser-Wilhelm, groupe de laboratoires de recherche fondamentale, à Berlin[1].

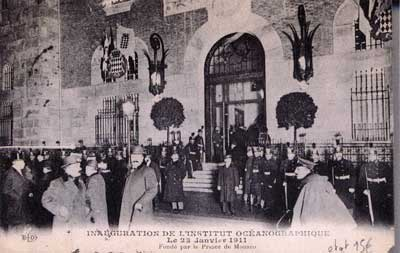
Inauguration de l'Institut Océanographique de Paris en 1911.

- 23 janvier : l'Institut océanographique est inauguré rue Saint-Jacques à Paris[2].

- 31 mars et 7 avril : dans deux articles publiés dans la revue Sciences sur les origines des mutations chez la drosophile, Thomas Hunt Morgan suggère que les gènes sont rangés en ligne dans les chromosomes[3],[4].

- 6 mai : L’Exposition internationale d'hygiène ouvre ses portes à Dresde[5].

- 9 mai : L’American Psychoanalytic Association est fondée à Baltimore par Ernest Jones[6].
- 28 juin : chute de la météorite de Nakhla dans le nord de l'Égypte[7].

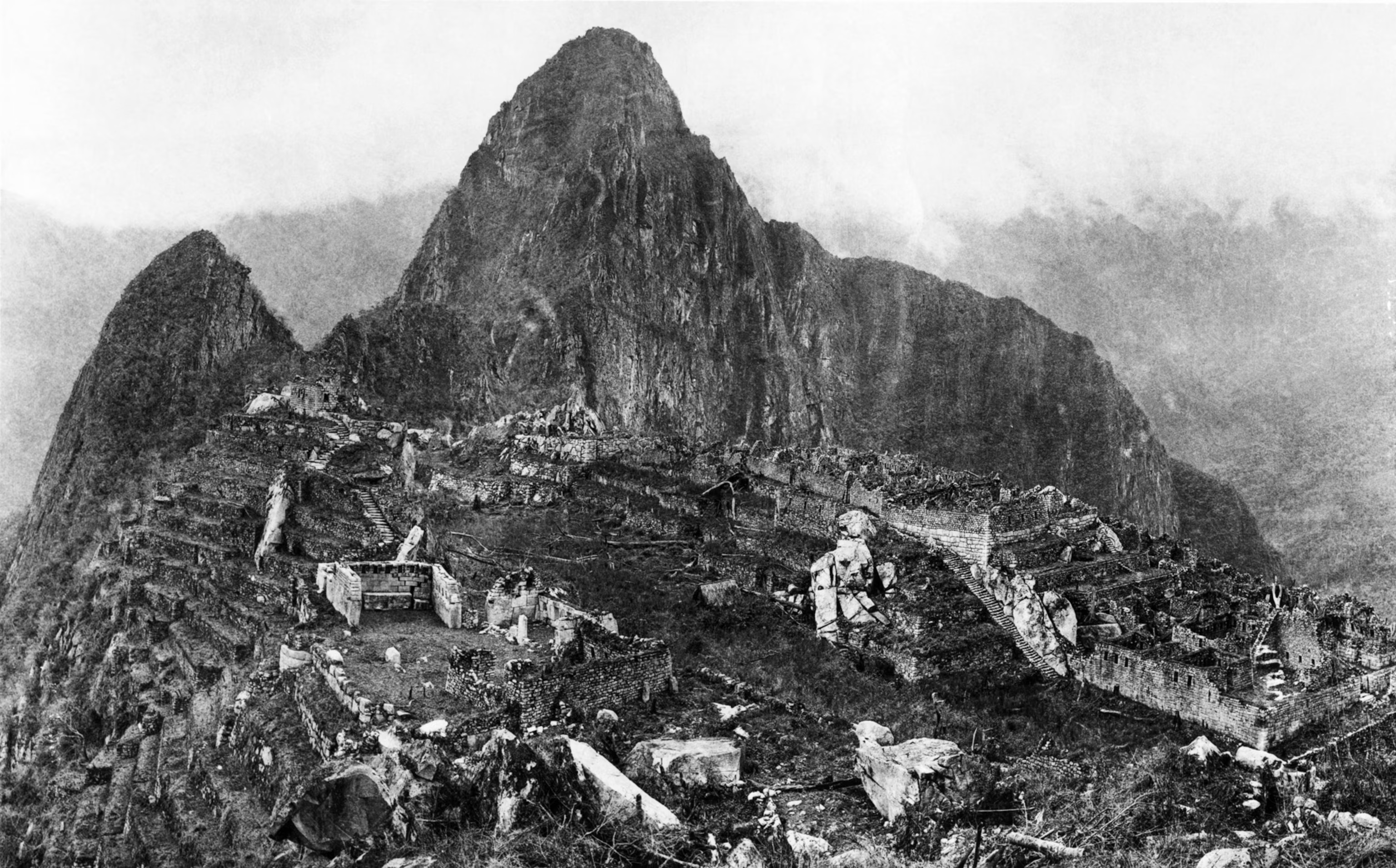
Le Machu Pichu, découvert par Bingham en juillet 1911.

- 24 juillet : Hiram Bingham, un historien américain, redécouvre le Machu Pichu au Pérou[8].

- 21-22 septembre : IIIe Congrès international de psychanalyse à Weimar[9].

- 20 octobre : départ de l’expédition Amundsen vers l’Antarctique[10].
- 1er décembre : départ de l’île Macquarie de l’expédition antarctique australasienne vers l’Antarctique[10].

- 14 décembre : l'explorateur norvégien Roald Amundsen atteint le pôle Sud un mois avant l'américain Robert Falcon Scott[11]. Scott atteint le pôle le 17 janvier 1912 et meurt dans l'expédition[12].

- Casimir Funk isole la vitamine B1 de l'enveloppe du riz pour combattre le béribéri[13].

### Sciences physiques
- 7 mars : le  physicien néo-zélandais Ernest Rutherford expose sa « structure de l'atome » devant la Manchester Literary and Philosophical Society[14].
- Mars : le physicien britannique Charles Thomson Rees Wilson réalise les premières applications de la chambre humide à condensation pour étudier le processus de la radioactivité[15].
- 8 avril : l'équipe du savant néerlandais Heike Kamerlingh Onnes découvre la supraconductivité[16].
- 20 juillet : le physicien néerlandais Antonius Van den Broek propose dans un article publié dans la revue Nature l'idée que les éléments sur le tableau périodique sont mieux organisés en les classant par la charge nucléaire positive que par la masse atomique[17].
- 14 août : ouverture du London Radium Institute (en)[18].

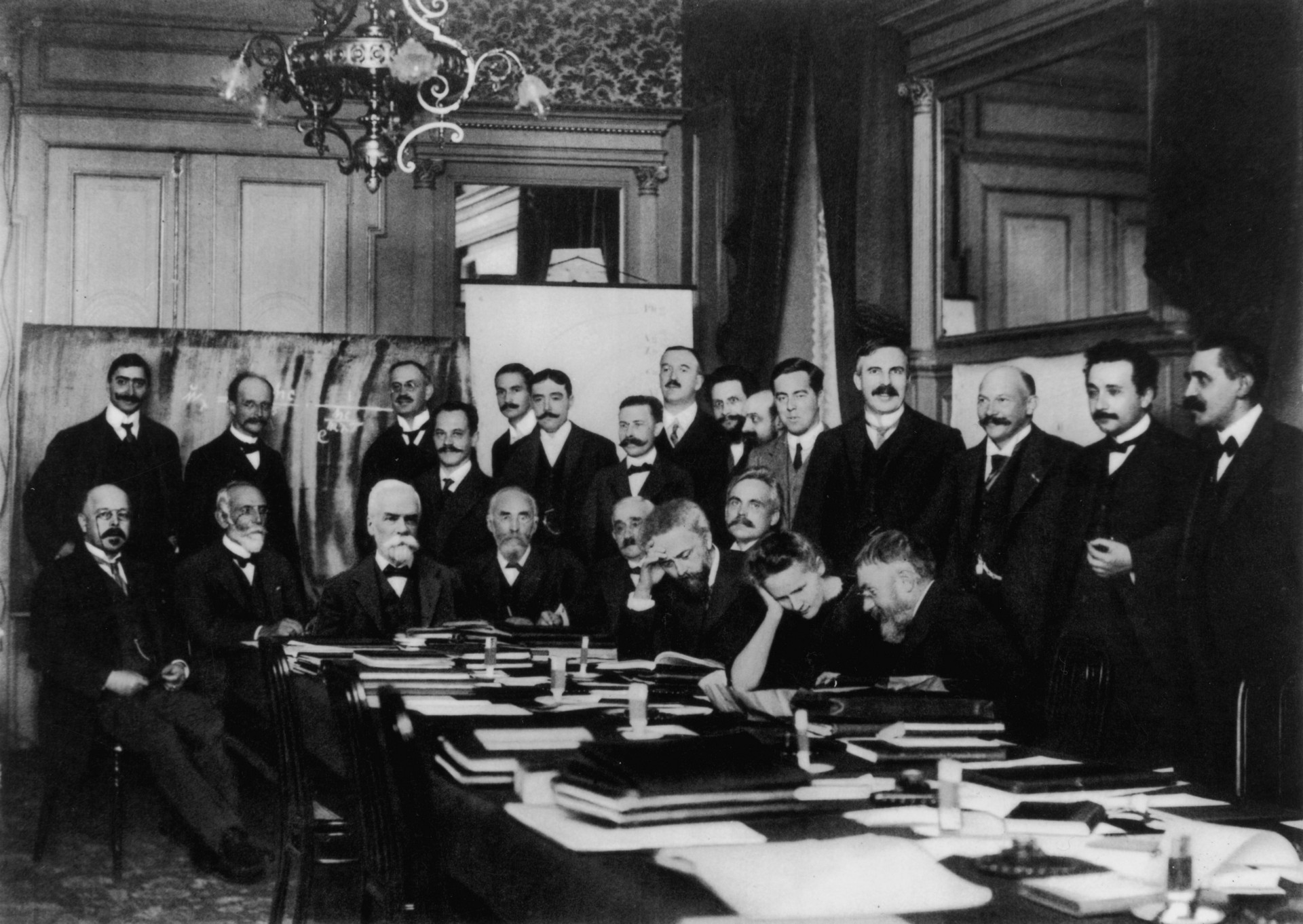
Conférence Solvay de novembre 1911.

- 30 octobre-3 novembre : tenue à Bruxelles de la première conférence européenne sur les quanta, dite conférence Solvay. Albert Einstein y participe[19].

- L'astronome danois Ejnar Hertzsprung introduit le diagramme de Hertzsprung-Russell, indépendamment de l'astronome américain Henry Norris Russell (en 1913), pour identifier les divers types d'étoiles[20].

## Publications
- Trajan Lalesco : Introduction à la théorie des équations intégrales.
- Frederick Winslow Taylor : The Principles of Scientific Management , une méthode d'organisation scientifique du travail.

## Prix
- Prix Nobel
  - Physique : Wilhelm Wien (lois du rayonnement thermique).
  - Chimie : Marie Sklodowska-Curie (Française née en Pologne) (polonium et radium).
  - Physiologie ou médecine : Allvar Gullstrand (Suédois) (optique physique).

- Médailles de la Royal Society
  - Médaille Guy : George Udny Yule

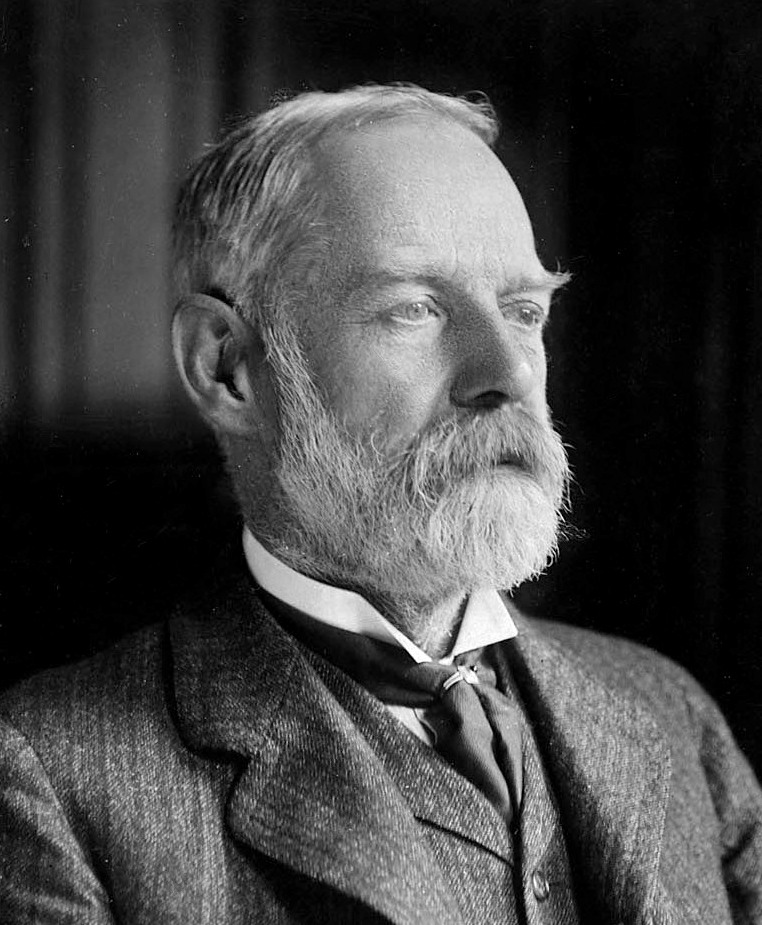
George Howard Darwin

  - Médaille Copley : George Howard Darwin
  - Médaille Davy : Henry Edward Armstrong
  - Médaille Hughes : Charles Thomson Rees Wilson
  - Médaille royale : George Chrystal, William Maddock Bayliss

- Médailles de la Geological Society of London
  - Médaille Lyell : Arthur Walton Rowe (d) et Francis Arthur Bather
  - Médaille Murchison : Richard Hill Tiddeman (sv)
  - Médaille Wollaston : Waldemar Christopher Brøgger

- Prix Poncelet : Auguste Rateau[21]
- Prix Petit d'Ormoy : Jules Tannery pour l'ensemble de ses travaux[21].
- Prix Lalande : Lewis Boss pour son catalogue de 6188 étoiles, réalisé à l'observatoire Dudley (Albany)[21].
- Prix Francœur : Émile Lemoine[21]
- Prix Montyon : Émile Jouguet pour ses travaux relatifs à la thermodynamique et à la mécanique chimique[21]
- Prix Valz : Charlemagne Rambaud (observatoire d'Alger) pour ses travaux sur la détermination des étoiles de culmination lunaire et l'observation des comètes[21].
- Prix Jules-Janssen (astronomie) : Jean Bosler
- Médaille Bruce (astronomie) : Henri Poincaré
- Médaille Linnéenne : Hermann zu Solms-Laubach

## Naissances

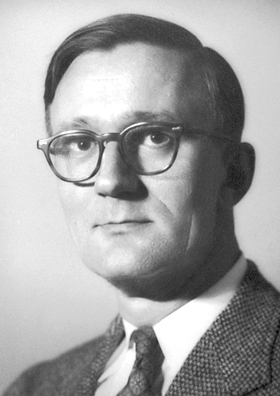
Polykarp Kusch

- 20 janvier : Jean Vercoutter (mort en 2000), égyptologue français.
- 26 janvier :
  - Max Gluckman (mort en 1975), anthropologue britannique.
  - Polykarp Kusch (mort en 1993), physicien germano-américain, prix Nobel de physique en 1955.
- 11 février : Carl Keenan Seyfert (mort en 1960), astronome américain.
- 14 février :
  - Willem Johan Kolff (mort en 2009), médecin américain d'origine néerlandaise, inventeur de l'hémodialyse, pionnier dans le développement des organes artificiels.
  - Robert Moon (mort en 1989), physicien, chimiste et ingénieur américain.
- 28 février : Denis Parsons Burkitt (mort en 1993), chirurgien britannique.

- 21 mars : Encarnación Cabré (morte en 2005), archéologue espagnole.
- 26 mars : Bernard Katz (mort en 2003), biophysicien allemand, prix Nobel de physiologie ou médecine de 1970.
- 30 mars : Ekrem Akurgal (mort en 2002), historien et archéologue turc.
- 6 avril : Feodor Lynen (mort en 1979), biochimiste allemand, prix Nobel de physiologie ou médecine en 1964.
- 8 avril : Melvin Calvin (mort en 1997), biochimiste américain, prix Nobel de chimie en 1961.
- 16 avril : William Thomas Stearn (mort en 2001), botaniste britannique.
- 24 avril : Irene Sänger-Bredt (morte en 1983), mathématicienne et physicienne allemande.
- 27 avril : Bruno Beger (mort en 2009), anthropologue et ethnologue allemand.
- 16 mai :  Fu Maoji (mort en 1988), linguiste chinois.
- 22 mai : Anatol Rapoport (mort en 2007), psychologue et mathématicien américain d'origine russe.
- 23 mai : Amy Jacot Guillarmod (morte en 1992), botaniste sud-africaine.

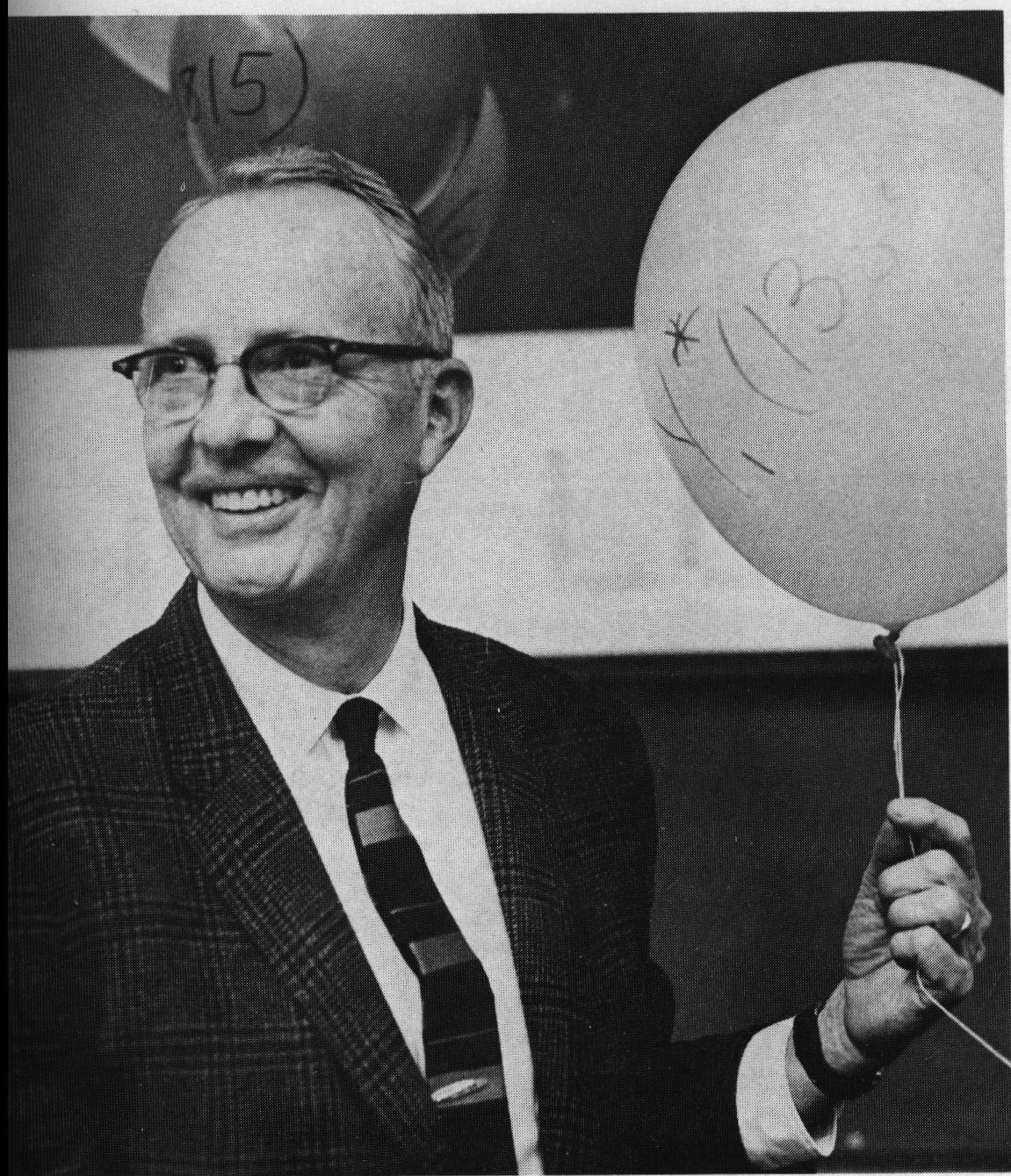
Luis Walter Alvarez

- 13 juin : Luis Walter Alvarez (mort en 1988), physicien américain, prix Nobel de physique en 1968.
- 25 juin : William Howard Stein (mort en 1980), biochimiste américain, prix Nobel de chimie en 1972.
- 26 juin : Frederic Calland Williams (mort en 1977), ingénieur anglais.

- 9 juillet : John Wheeler (mort en 2008), physicien théoricien américain.

- 1er août :
  - Louis Dumont (mort en 1998), anthropologue français.
  - André Guinier (mort en 2000), physicien français.
- 9 août : William Fowler (mort en 1995), astrophysicien américain, prix Nobel de physique en 1983.
- 25 août : André Leroi-Gourhan (mort en 1986), ethnologue, archéologue et historien français.

- 19 octobre : Laurette Séjourné (morte en 2003), archéologue et ethnologue naturalisée mexicaine.
- 31 octobre : Carlo Cattaneo (mort en 1979), mathématicien et physicien italien.

- 1er novembre : Samuel Warren Carey (mort en 2002), géologue australien.
- 9 novembre : Charles Robert Cecil Allberry Augustin (mort en 1943), égyptologue et érudit anglais.

- 2 décembre : Grote Reber (mort en 2002), astronome américain, pionnier de la radioastronomie.
- 13 décembre : Weston La Barre (mort en 1996), anthropologue américain.
- 20 décembre : Samuel Francis Boys (mort en 1972), chimiste britannique.
- 25 décembre : Emma Brunner-Traut (morte en 2008), égyptologue allemande.
- 29 décembre : Klaus Fuchs (mort en 1988), physicien allemand qui participa au Projet Manhattan.

## Décès
- 17 janvier : Sir Francis Galton (né en 1822), scientifique britannique.
- 13 février : Alphonse Pinart (né en 1852), savant, linguiste et ethnologue français.
- 17 février : Auguste Houzeau (né en 1829), chimiste et agronome français.

- 1er mars :

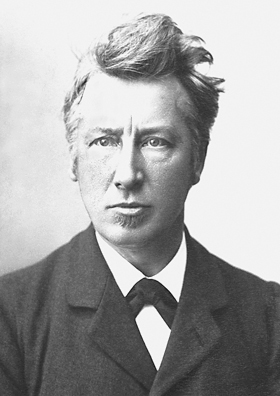
Jacobus Henricus Van 't Hoff

  - Jacobus Henricus Van 't Hoff (né en 1852), chimiste néerlandais, prix Nobel de chimie en 1901.
  - Fernand Delisle (né en 1836), médecin et anthropologue français.
- 10 mars : Ernest Harold Jones (né en 1877), égyptologue et archéologue britannique.
- 31 mars : Émile Fron (né en 1836), astronome et météorologue français.
- 13 avril : Thomas Rupert Jones (né en 1819), géologue et paléontologue britannique.

- 21 mai : Williamina Fleming (née en 1857), astronome américaine d'origine écossaise.

- 4 juin : Viktor Karl Uhlig (né en 1857), paléontologue et géologue autrichien.

- 5 juillet : George Stoney (né en 1826), physicien irlandais.
- 10 juillet : Pierre Émile Levasseur (né en 1828), historien, économiste, géographe et statisticien français.

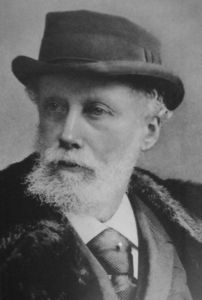
Albert Ladenburg

- 6 août : Florentino Ameghino (né en 1854), naturaliste, paléontologue et anthropologue argentin.
- 15 août : Albert Ladenburg (né en 1842), chimiste allemand.

- 27 septembre : Auguste Michel-Lévy (né en 1844), géologue et minéralogiste français.
- 30 septembre : Louis Joseph Troost (né en 1825), chimiste français.

- 18 octobre : Alfred Binet (né en 1857), psychologue français.

- 16 novembre : Eugene William Oates (né en 1845), naturaliste britannique.

- 4 décembre : Heinrich von Brunck (né en 1847), chimiste et homme d'affaires allemand.
- 6 décembre : Paul Gauckler (né en 1866), archéologue français.
- 10 décembre : Joseph Dalton Hooker (né en 1817), explorateur et botaniste britannique.
- 13 décembre : Nikolaï Beketov (né en 1827), physicien et chimiste russe.
- 20 décembre : Paul Topinard (né en 1830), médecin et anthropologue français.
- 21 décembre : Rodolphe Radau (né en 1835), astronome et géodésiste français d'origine allemande.